# Nenad Čanak
Nenad Čanak (n. 2 noiembrie 1959, Panciova, RP Serbia, RSF Iugoslavia) este un om politic sârb.
A fost președintele Ansamblului Provinciei Autonome Voivodina între 2000 și 2004.
1. ↑  Nenad Čanak, Internet Speculative Fiction Database, accesat în 9 octombrie 2017
2. ↑  CONOR.SI[*] Verificați valoarea |titlelink= (ajutor)